# Helota chinensis
Helota chinensis là một loài bọ cánh cứng trong họ Helotidae. Loài này được Zhang Junfeng, miêu tả khoa học năm 1994.